# 卡林顿 (巴巴多斯)
卡林顿（英語：Carrington）是加勒比海岛国巴巴多斯南部的一座内陆村庄，行政上由圣菲利普区管辖。
卡林顿是该国著名小说家乔治·拉明的出生地。